# 朝鲜驻上海总领事馆
朝鲜民主主义人民共和国驻上海总领事馆（朝鲜语：／），简称朝鲜驻上海总领事馆，设立于中国上海市，是朝鲜在中华人民共和国成立早期开设的总领事馆。1964年已闭馆。

## 历史沿革
1958年12月8日，国务院总理周恩来会见朝鲜首相金日成，提议朝鲜可在上海设立总领事馆，方便朝方管理在沪朝鲜留学生和侨民。1959年5月7日，朝鲜驻华大使馆照会中华人民共和国外交部，希望在上海设立总领事馆，领区为上海、江苏、浙江、安徽和福建等省市。5月20日，中国外交部复照同意。
1959年11月10日，朝鲜驻上海总领事馆开馆，馆址在淮海中路1449号。1959年11月27日，朝鲜驻华大使李永镐为总领事馆开馆举行招待会，中共上海市委第一书记、市长柯庆施等出席祝贺。朝鲜总领馆主要办理本国在沪实习生、留学生的管理工作和处理侨民事务等公务。后因朝方改变对上述事务的管理方式，馆务不多，朝鲜驻沪总领馆于1964年2月6日关闭。

## 领区
朝鲜驻上海总领事馆领区包括上海市、江苏省、浙江省、安徽省和福建省。  

## 历任馆长
- 李宽镛：1959年11月-1960年11月，总领事
- 沈英鸿：1961年4月-1961年11月，总领事
- 金寿钟：1962年7月-1964年2月，副领事代理馆务